# Robert Fahey
Robert Leo „Bag“ Fahey MBE OAM (* 30. April 1968 in Hobart, Tasmanien) ist ein australischer Real-Tennis-Spieler und langjähriger Weltmeister in diesem Sport.

## Leben
Robert Leo Fahey spielt Real Tennis für den Prested Hall Racket Club. Seit 1994 ist der Australier Weltmeister in dieser Sportart, einem Vorläufer des Tennis, die auch Jeu de Paume genannt wird. Die Weltmeisterschaften werden im zweijährlichen Turnus ausgetragen Dabei ermitteln die vier besten in der Weltrangliste geführten Spieler (mit Ausnahme des amtierenden Weltmeisters) den Herausforderer, der dann in einem Match über sieben Gewinnsätze innerhalb von drei Tagen gegen den Titelverteidiger antritt. Farey hielt den Titel vom 16. März 1994 bis zum 21. Mai 2016 und erneut vom 28. April 2018 bis heute. 2016 unterlag er dem inzwischen in der Weltrangliste führenden Camden Riviere und holte sich den Titel am 28. April 2018 erneut. Dieser Sieg erfolgte nur zwei Tage vor seinem 50. Geburtstag im Queen’s Club in London ebenfalls gegen Camden Riviere. Die Weltmeisterschaft 2020 wurde aufgrund der COVID-19-Pandemie auf Mai 2021 verschoben.
Robert Leo Fahey ist seit 2013 verheiratet mit Claire Vigrass, selbst Weltmeisterin in diesem Sport.

## Einzeltitel
- Weltmeister: 1994, 1995, 1996, 1998, 2000, 2002, 2004, 2006, 2008, 2010, 2012, 2014, 2018 (seit 1996 nur in geraden Jahren gespielt)
- Australian Open: 1993, 1994, 1996, 1997, 1998, 2000, 2001, 2002, 2004, 2008, 2009, 2012, 2014, 2016, 2018
- British Open: 1995, 2000, 2001, 2003, 2005, 2006, 2007, 2008, 2009, 2010, 2011, 2018
- French Open: 1993, 1998, 1999, 2000, 2001, 2004, 2005, 2006, 2007, 2008, 2009, 2010, 2011, 2015
- US Open: 1993, 2000, 2001, 2002, 2005, 2006, 2007, 2008, 2009
- IRTPA-Meisterschaften (ehemals UK Professional): 2001, 2002, 2003, 2004, 2007, 2009, 2010, 2015
- US Professional / Schochet Cup: 2001, 2003, 2004, 2005, 2006, 2007, 2008, 2009
- European Open: 2005, 2006, 2007, 2011, 2015

## Doppeltitel
- Weltmeister: 2003, 2005, 2007, 2009, 2011, 2013 (mit Steve Virgona)

## Orden und Ehrungen
- 2017: Member of the Order of the British Empire (MBE)[3]
- 2019: Medal of the Order of Australia (OAM)[4]